# Cerceris
Cerceris és un gènere d'himenòpters apòcrits de la família dels crabrònids (Crabronidae). Aquest és el gènere més gran de la família, amb més de 1.000 espècies descrites i nombroses encara sense descriure. Aquest gènere consta de vespes depredadores solitàries.

## Història natural
La majoria són depredadores de coleòpters. Les femelles adultes excaven túnels dins la terra per a fer els nius.
Les larves són carnívores i les femelles adultes cacen preses que paralitzen i ponen els ous per aliment de les larves.

## Característiques
El cap de les femelles presenten modificacions amb projeccions sobre el clípeus que semblen banyes. Els segments abdominals estan constrets molt fortament a les articulacions donant l'abdomen un aspecte corrugat similar a un acordió.

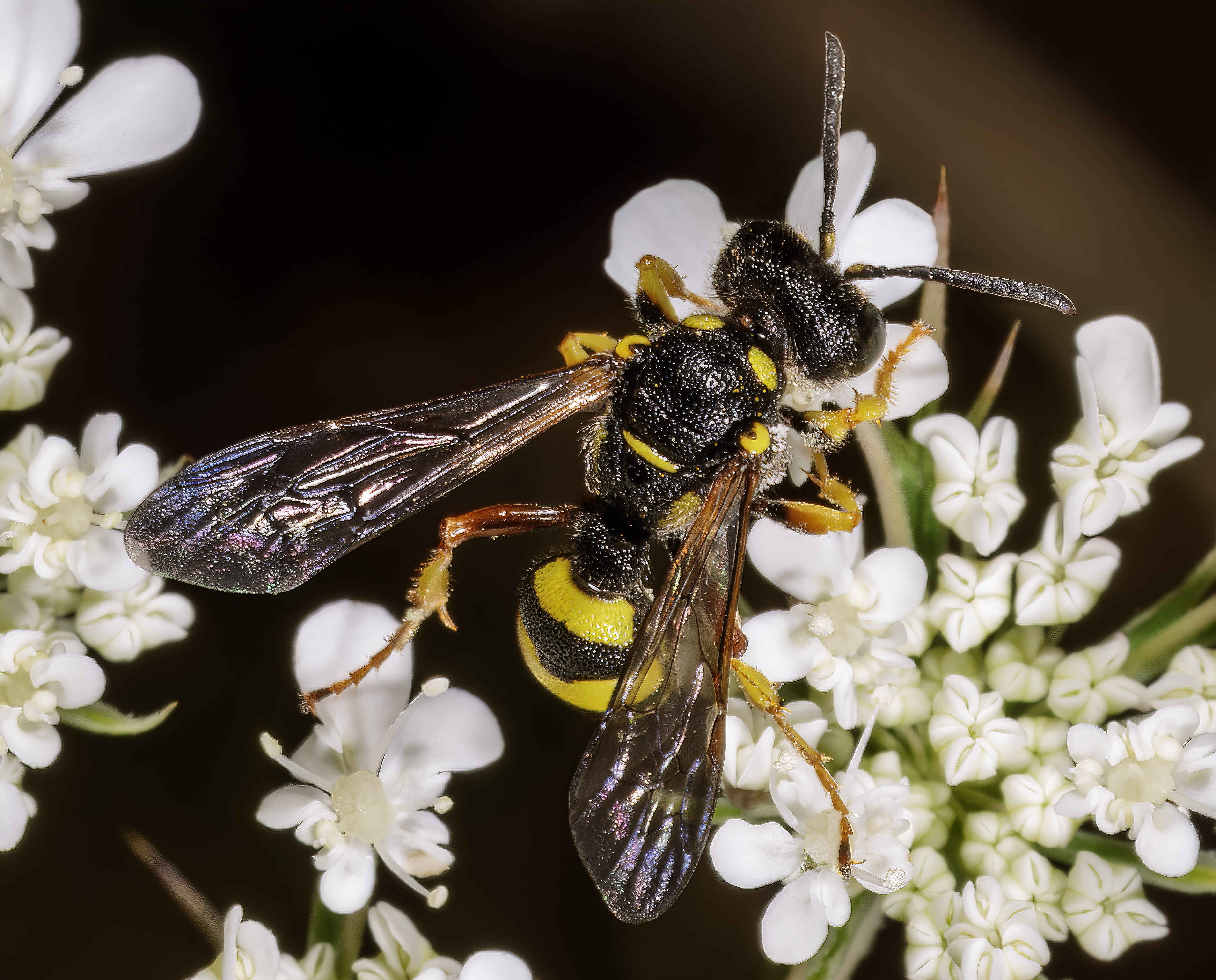
Cerceris rybyensis
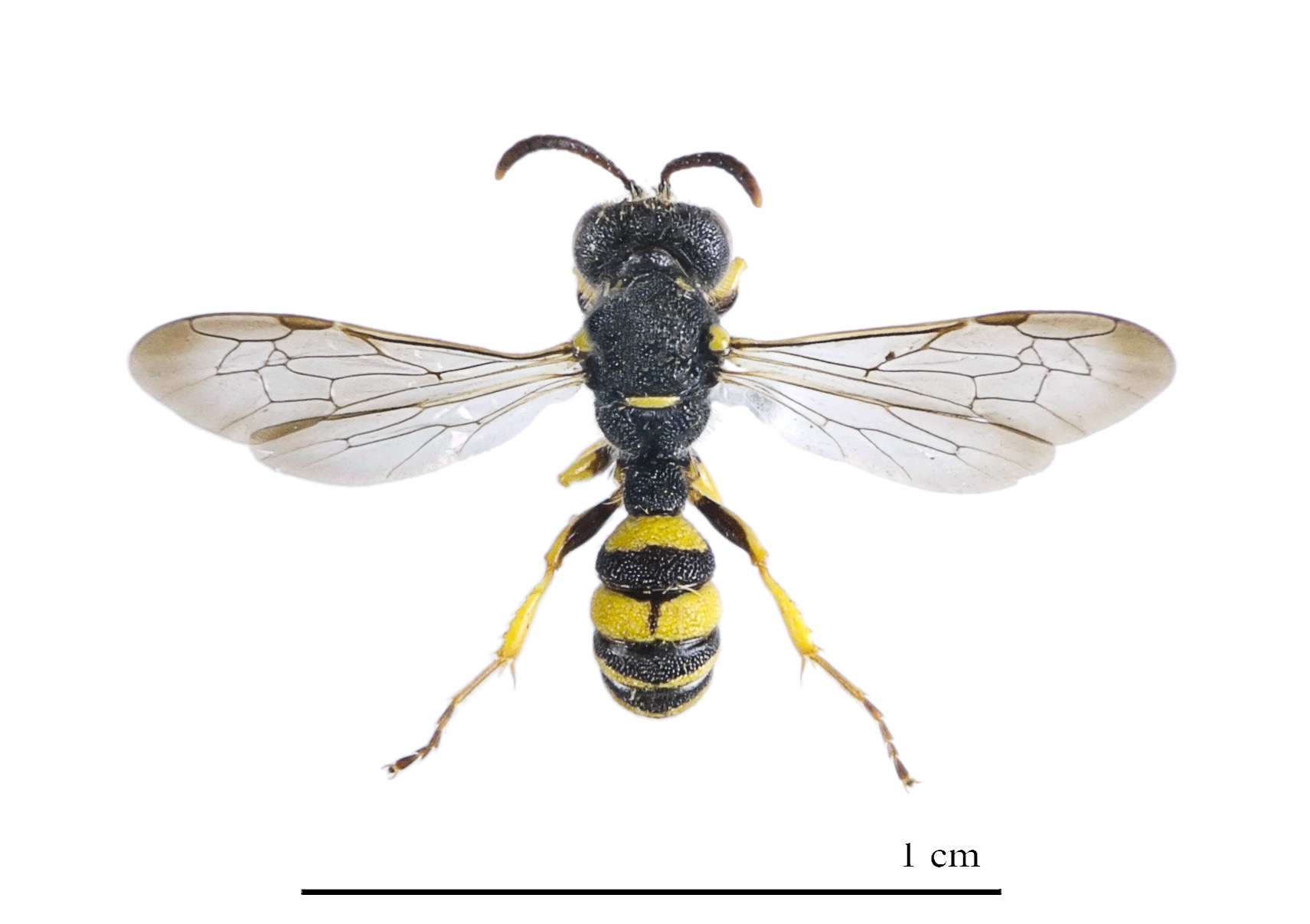
Cerceris sabulosa
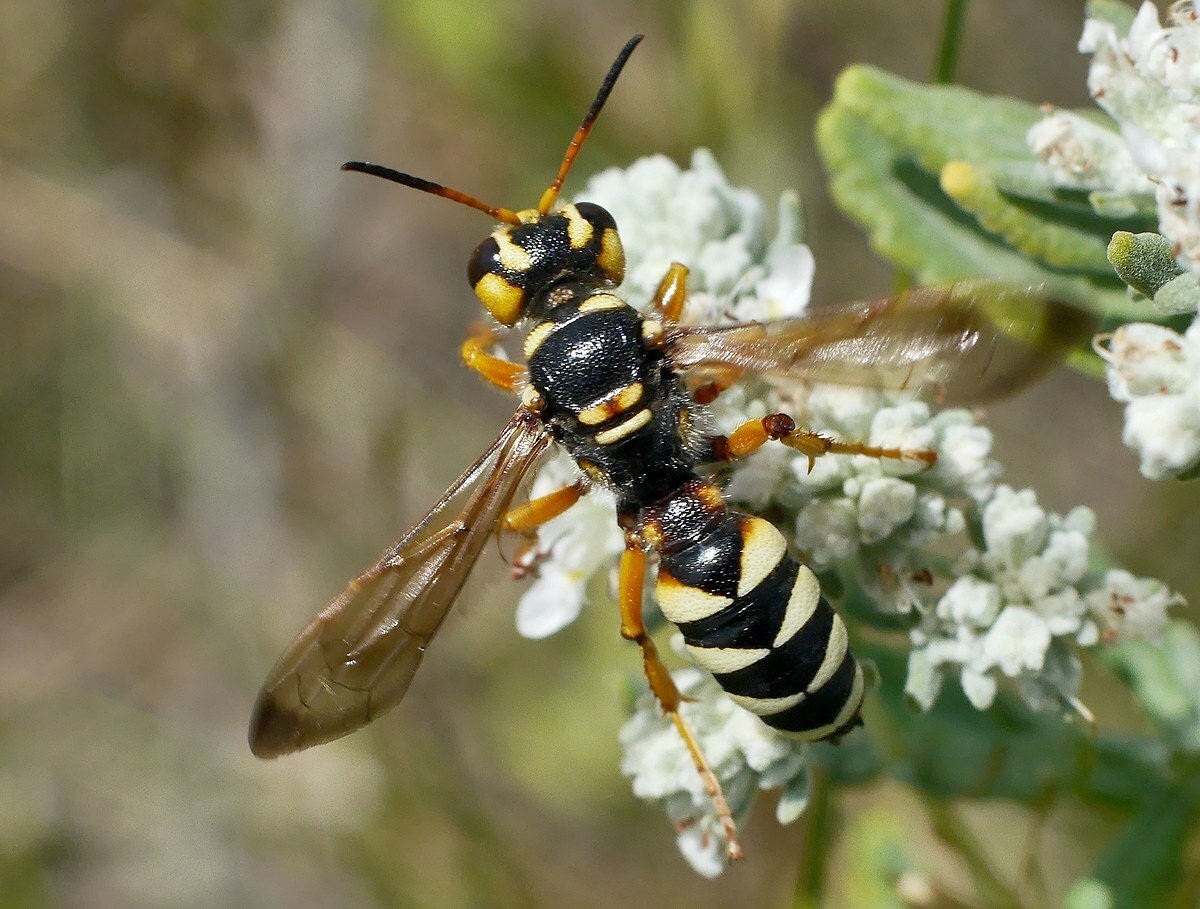
Cerceris tuberculata